# Кіпєлов Валерій Олександрович
Вале́рій Олекса́ндрович Кіпє́лов (рос. Вале́рий Алекса́ндрович Кипе́лов; нар. 12 липня 1958, Москва, СРСР) — радянський і російський рок-музикант, співак і композитор. Відомий як один із засновників і перший вокаліст рок-гурту «Ария» з 1985 до 2002 року. З 2002 року очолює власний гурт Кипелов. Заслужений артист Російської Федерації (2023).
В інтерв'ю за серпень 2014 року підтримав анексію Криму Росією. 2022 року під час травневого концерту підтримав російське вторгнення в Україну. У липні 2022 року виступив у шпиталі перед військовослужбовцями Росгвардії, пораненими під час війни в Україні. У вересні 2023 року дав концерт на полігоні Південного військового округу для російських бійців, які брали участь у російсько-українській війні.

## Ранні роки
Валерій Олександрович Кіпєлов народився 12 липня 1958 року у Москві. У дитинстві навчався в музичній школі (клас акордеона). Першим кроком у музиці була його участь у самодіяльному колективі «Крестянские дети», який грав на різноманітних забавах і весіллях.
Після служби в армії (1978-80 роки) приєднався до фольк-колективу «Шестеро Молодих», де він зустрівся з Миколою Расторгуєвим (нині лідер групи «Любе»). У вересні 1980 року Кіпєлов і Расторгуєв продовжують свою кар'єру в групі «Лейся Песня». Проте у 1985 році колектив був закритий, і Валерій переходить у ВІА «Поющие Сердца» продюсера Віктора Векштейна. Згодом члени колективу Володимир Холстинін і Алік Грановський вирішують створити сайд-проект, який буде виконувати музику у стилі хеві-метал. Кіпєлова запрошують до гурту на місце вокаліста.

## Цікаві факти
- За професією повинен був стати електронщиком і «якісь блоки для підводних човнів паяв в якомусь закритому ящику».
- Любить футбол (зокрема, вболіває за Спартак (Москва), брав участь у записі гімну футбольного клубу), більярд.
- Довгий час курив. Однак з січня 2011 року все ж зміг зав'язати з цією шкідливою звичкою.
- Заперечує вживання будь-яких «міцних напоїв» після 1995 року; каже, що любить апельсиновий сік[7].
- Валерій Кіпєлов так і не навчився добре водити машину і не має водійського посвідчення, тому віддає перевагу громадському транспорту.
- Бажав стати професійним футболістом, але не зміг через плоскостопість.
- У 1997 році виконав пісню «Свіжість життя …» з реклами «Mentos»[8].
- Валерій Кіпєлов в книзі «Ария. Легенда о динозавре» сказав, що він і Ігор Купріянов є двоюрідними братами[9]. Сам Ігор Купріянов, коли його попросили підтвердити або спростувати це, в одному інтерв'ю ухилився від прямої відповіді, сказавши, що «цей секрет я відкрити не можу»[10]. Однак, в іншому інтерв'ю зазначивши, що є трохи схожості в зовнішності, що «а взагалі ми з ним братки — ще давно побраталися в місті Череповець», поставив словосполучення «двоюрідний брат» в лапки[11].
- В американському підрозділі телеканалу НТВ працює телеведучий — Валерій Кіпєлов[12].
- Не любить соціальні мережі, а Інтернетом користується лише для отримання необхідних відомостей або електронного зв'язку з поетесою М. А. Пушкіною.

## Санкції
Валерій Кіпєлов підтримав військове вторгнення Росії в Україну в публічних заявах: "Наше дело правое! Мы победим!".
6 січня 2023 року Валерій Кіпєлов був доданий до санкційного списку України.

## Нагороди і премії
| Рік  | Премія                         | Номінація              | Результат |
| ---- | ------------------------------ | ---------------------- | --------- |
| 2007 | «Rock Alternative Music Prize» | «Батьки року»          | Перемога  |
| 2008 | «Чартова дюжина-2008»          | «Соліст року»          | Номінація |
| 2012 | «Чартова дюжина-2012»          | «Соліст року»          | Перемога  |
| 2012 | «Русский топ-2011»             | «Найкращий виконавець» | Перемога  |
| 2013 | «Русский топ-2012»             | «Найкращий виконавець» | Перемога  |
| 2015 | «Русский топ-2014»             | «Найкращий виконавець» | Номінація |